# Karl Schenkl
Karl Schenkl (Brno, 11 dicembre 1827 – Graz, 20 settembre 1900) è stato un filologo classico e lessicografo austriaco.

## Biografia
Docente di filologia classica all'università di Vienna, condusse vari studi su Plauto, Tucidide, Erodoto e Senofonte. Scrisse un dizionario greco-tedesco nel 1859 ed uno tedesco-greco (1866) tradotti in italiano dal germanista Francesco Ambrosoli.